# Just 4 Fun (Spiel)
Just 4 Fun ist ein abstraktes Karten- und Brettspiel des deutschen Spieleautors Jürgen P. K. Grunau für zwei bis vier Personen. Das Spiel erschien 2005 beim Verlag Kosmos Spiele, nachdem es ein Jahr zuvor bereits als Beilage der Zeitschrift spielbox unter dem Namen Mach 4 publiziert wurde. Im Folgejahr wurde es als Spiel des Jahres nominiert und mit dem Schweizer Spielepreis als bestes Strategiespiel und der österreichischen Auszeichnung Spiel der Spiele als „Spiele Hit für Familien“ ausgezeichnet.

## Thema und Ausstattung
Bei dem Spiel handelt sich um ein abstraktes Strategiespiel, bei dem die Spieler mit Hilfe von Karten Spielsteine auf einem Spielbrett platzieren, auf dem Kartenwerte angegeben sind. In seiner Zielstellung und Strategie ähnelt es dem Spiel Vier gewinnt und wie dort ist der Spieler, der zuerst vier Felder in einer durchgehenden Reihe kontrolliert, der Gewinner. Alternativ gewinnt der Spieler, der nach 20 Runden die höchste Summe an Punkten auf von ihm kontrollierten Feldern erreicht.
Das Spielmaterial besteht neben der Spieleanleitung aus:
- einem Spielplan mit 6 × 6 Feldern, mit den Zahlen von 1 bis 36 beschriftet
- 55 Spielkarten mit Zahlenwerten (je viermal die Werte 1 bis 12, je einmal die Werte 13 bis 19)
- 80 Setzsteinen (je 20 in vier Farben)

## Spielregeln

### Just 4 Fun

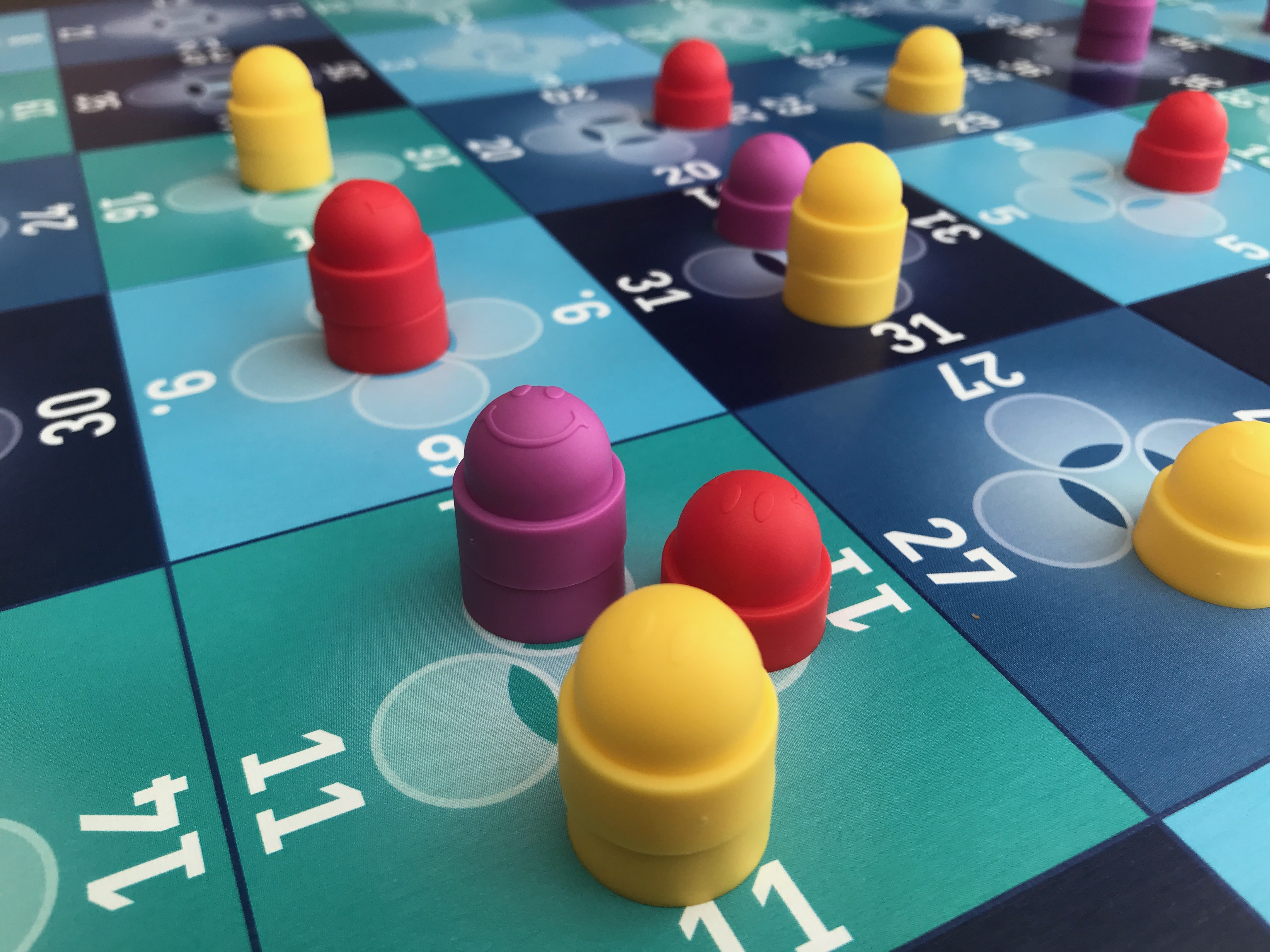
Just 4 Fun, Detailansicht im Spiel

Zur Spielvorbereitung wird das Spielbrett in die Spielmitte platziert. Jeder Spieler wählt eine Farbe und bekommt den entsprechenden Satz an Spielsteinen. Danach werden die Zahlenkarten gemischt und jeder Spieler erhält vier Karten auf die Hand, die restlichen Karten werden als verdeckter Kartenstapel neben das Spielfeld gelegt. Man kann die Handkarten der anderen Spieler nicht einsehen.
Beginnend mit einem Startspieler ziehen die Spieler nacheinander im Uhrzeigersinn. Jeder Spieler spielt in seinem Zug eine oder mehrere Karten und platziert einen Spielstein auf dem Feld mit der Zahl, die gleich der Summe der Werte der gespielten Karten ist. Danach zieht er wieder auf vier Karten nach. Ein Spieler setzt seine Steine immer auf den Kreis auf dem betreffenden Feld, der ihm zugewandt ist. Man darf auch auf Felder setzen, auf denen bereits eigene oder fremde Steine liegen, allerdings nicht, wenn ein anderer Spieler bereits mindestens zwei Steine mehr darauf stehen hat als man selbst. Hat ein Spieler zwei Steine mehr als jeder andere Spieler, hat er das Feld sicher, und er entfernt fremde Steine von diesem Feld und stellt seine Steine in die Feldmitte. Kann ein Spieler mit seinen Handkarten keine Summe bilden, mit der er einen seiner Spielsteine setzen kann, legt er seine vier Karten ab und bekommt vier neue Karten, womit sein Zug beendet ist.
Das Spiel endet, wenn ein Spieler vier oder mehr Felder in einer waagerechten, senkrechten oder diagonalen ununterbrochenen Linie kontrolliert; dieser Spieler hat das Spiel gewonnen. Ein Feld wird von einem Spieler kontrolliert, wenn er darauf mehr Steine hat als jeder andere. Das Spiel endet auch, wenn nach 20 Runden alle Spieler ihre Setzsteine aufgebraucht haben, ohne dass jemand eine Viererlinie bilden konnte. In dem Fall gewinnt der Spieler mit der höchsten Summe an Zahlenwerten auf den von ihm kontrollierten Feldern und bei einem Gleichstand derjenige, der das Feld mit der höchsten Zahl kontrolliert.

### Just 4 Fun Colours
Bei dieser Variante ist jedes Feld des Bretts mit einer Farbe gekennzeichnet (es gibt sechs verschiedene Farben), und die Spieler erhalten jeweils sieben Karten, die jeweils eine Farbe zeigen. Auch hier sind die Handkarten der anderen Spieler nicht einsehbar. Um auf ein Feld zu setzen, auf dem bereits n Steine (gleich welcher Farbe) sind, muss man n+1 Karten von der Farbe des Feldes ausspielen. Das gilt auch für ein leeres Feld, für das man 1 Karte spielen muss. Die Steine werden aufeinandergestapelt, und der Spieler, der den letzten (obersten) Stein gesetzt hat, kontrolliert das Feld. Auch hier gewinnt man sofort durch eine geschlossene orthogonale oder diagonale Reihe von vier oder mehr eigenen Feldern (in einer Variante des Spiels muss man eine Fünferreihe bilden). Kann man nicht setzen, wirft man alle sieben Karten ab und zieht neue, und man muss auch einen Stein abgeben, um nicht mehr Steine als die Gegner zu behalten.
Hat jeder seine 20 Steine aufgebraucht, ohne eine Gewinnreihe zu bilden, gewinnt der Spieler mit dem größten orthogonal zusammenhängenden Block von kontrollierten Feldern, und bei Gleichstand der, der in seinem größten Block die meisten Steine (eigene wie gegnerische) hat.

## Entwicklung und Rezeption
Das Spiel wurde von dem deutschen Spieleautor Jürgen P. K. Grunau entwickelt und 2004 als Spielbeilage in der Zeitschrift spielbox unter dem Namen Mach 4 abgedruckt. 2005 erschien es unter dem aktuellen Namen Just 4 Fun bei Kosmos Spiele in deutscher Sprache zur Nürnberger Spielwarenmesse.
2006 wurde es als Spiel des Jahres nominiert und mit dem Schweizer Spielepreis als bestes Strategiespiel und der österreichischen Auszeichnung Spiel der Spiele als „Spiele Hit für Familien“ ausgezeichnet. Zudem wurde es beim Japan Boardgame Prize als bestes ausländisches Spiel für Anfänger sowie 2010 als bestes Familienspiel beim norwegischen Spielepreis Årets Spill nominiert.
Eine online spielbare Version des Spiels befindet sich seit 2006 auf der Plattform yucata.de. 2010 erschien zusätzlich eine Version des Spiels als Just4Fun Colours, bei der mit Farben statt mit Zahlen gespielt wird.

## Belege
1. 1 2  Just 4 Fun auf der Website des Spiel des Jahres e.V.; abgerufen am 13. November 2017.
2. 1 2 3 4 5  Spieleanleitung Just 4 Fun
3. ↑  Versionen von Just 4 Fun in der Spieledatenbank BoardGameGeek (englisch); abgerufen am 13. November 2017.
4. ↑  Just 4 Fun auf yucata.de; abgerufen am 13. November 2017.
5. ↑  Just4Fun Colours in der Spieledatenbank BoardGameGeek (englisch); abgerufen am 13. November 2017.